# Unterseeboot UC-33
Pour les autres navires du même nom, voir Unterseeboot 33.

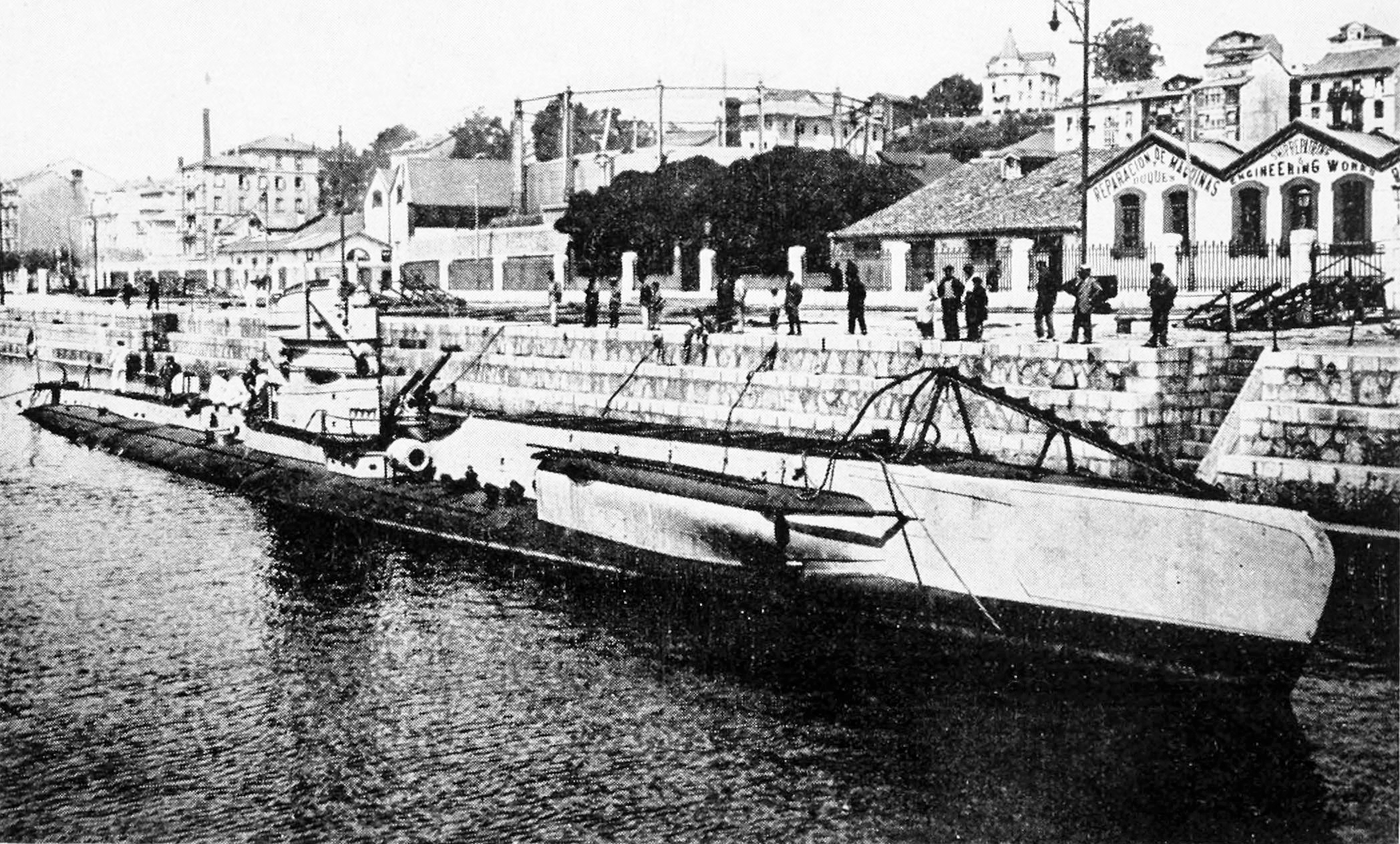
SM UC-56, navire jumeau duUC-33

L'UC-33 est un sous-marin de type UC II de la Kaiserliche Marine pendant la Première Guerre mondiale.
Construit par AG Vulcan Stettin, il est lancé le 26 août 1916, il est crédité de 36 navires coulés dans sept patrouilles différentes. Il est lui-même coulé par le P-boat PC.61 alors commandé par Frank Worsley dans le canal Saint-Georges le 26 septembre 1917.

## Palmarès
| Date              | Nom                  | Nationalité    | Tonnage | Destin    |
| ----------------- | -------------------- | -------------- | ------- | --------- |
| 8 février 1917    | Derika               | Pays-Bas       | 153     | Coulé     |
| 14 février 1917   | Eudora               | United Kingdom | 1 991   | Coulé     |
| 18 février 1917   | HMT Clifton          | Royal Navy     | 242     | Coulé     |
| 24 février 1917   | HMY Verona           | Royal Navy     | 437     | Coulé     |
| 14 avril 1917     | Hermione             | United Kingdom | 4 011   | Coulé     |
| 20 avril 1917     | HMT Loch Eye         | Royal Navy     | 225     | Coulé     |
| 21 avril 1917     | Jedburgh             | United Kingdom | 165     | Coulé     |
| 21 avril 1917     | Yeovil               | United Kingdom | 164     | Coulé     |
| 5 mai 1917        | Lodes                | United Kingdom | 396     | Coulé     |
| 23 mai 1917       | Beinir               | Danemark       | 73      | Coulé     |
| 23 mai 1917       | Britannia            | Danemark       | 69      | Coulé     |
| 23 mai 1917       | Else                 | Danemark       | 78      | Coulé     |
| 23 mai 1917       | Margrethe            | Danemark       | 104     | Coulé     |
| 23 mai 1917       | Olearia              | United Kingdom | 209     | Coulé     |
| 23 mai 1917       | Sisapon              | United Kingdom | 211     | Coulé     |
| 23 mai 1917       | Streymoy             | Danemark       | 81      | Coulé     |
| 24 mai 1917       | Brestir              | Danemark       | 69      | Coulé     |
| 24 mai 1917       | Isabella Innes       | Danemark       | 37      | Coulé     |
| 24 mai 1917       | Traveller            | Danemark       | 76      | Coulé     |
| 25 mai 1917       | A. H. Friis          | Danemark       | 110     | Coulé     |
| 25 mai 1917       | Glyg                 | Norvège        | 358     | Coulé     |
| 25 mai 1917       | Whinlatter           | Norvège        | 1 378   | Coulé     |
| 28 juin 1917      | Corona               | United Kingdom | 48      | Coulé     |
| 29 juin 1917      | Gem                  | United Kingdom | 79      | Coulé     |
| 29 juin 1917      | Manx Princess        | United Kingdom | 87      | Coulé     |
| 30 juin 1917      | HMS Cheerful         | Royal Navy     | 370     | Coulé     |
| 30 juin 1917      | Germania             | Suède          | 1 064   | Coulé     |
| 1er juillet 1917  | Ariel                | United Kingdom | 108     | Coulé     |
| 2 juillet 1917    | General Buller       | United Kingdom | 72      | Coulé     |
| 2 juillet 1917    | Hamnavoe             | United Kingdom | 57      | Coulé     |
| 6 juillet 1917    | Handel en Visscherij | Pays-Bas       | 76      | Coulé     |
| 6 juillet 1917    | Piet Hein            | Pays-Bas       | 100     | Coulé     |
| 6 juillet 1917    | Skjald               | Norvège        | 477     | Coulé     |
| 7 juillet 1917    | HMD Southesk         | Royal Navy     | 93      | Coulé     |
| 13 août 1917      | Akassa               | United Kingdom | 3 919   | Coulé     |
| 19 août 1917      | Spectator            | United Kingdom | 3 808   | Coulé     |
| 26 septembre 1917 | San Zeferino         | United Kingdom | 6 430   | Endommagé |